# 明通鑑
《明通鑑》，全書共一百卷（分卷102卷），二百萬字，作者清代夏燮（1800年－1875年）。

## 賞析
夏燮因不滿意《明史》的失真記載，於是另起爐灶，仿司馬光《資治通鑑》编年史體例，編修《明通鑑》一百卷。記载明代的政治、经济、军事、外交、文化、吏治等歷史。夏燮把明朝历史分为三個時期：《明前纪》四卷，起於元顺帝至正十二年（1352年），迄于至正二十八年（1368年），用元朝皇帝的年號，記載朱元璋投靠郭子興加入農民軍到擊敗陳友諒、張士誠，最後建立明朝的歷史。《明纪》九十卷，自洪武元年（1368年），止於崇祯十七年（1644年），記載朱元璋稱帝到崇祯自缢煤山、吳三桂引清兵入关的历史。另有《附编》六卷，始於清顺治元年（1644年），止於康熙三年（1664年），用清朝皇帝的年號，记載南明弘光等政权的历史，尤其是抗清史。前後三百一十二年。
夏燮又仿照司馬光《通鑑考異》，另撰“考異”，收“考異”分注於正文之下。

## 目錄
- 前編卷1 壬辰(1352)至戊戌(1358)七年　元順帝至正十二年至十八年
- 前編卷2 己亥(1359)至癸卯(1363)五年　元順帝至正十九年至二十三年
- 前編卷3 甲辰(1364)至丙午(1366)三年　元順帝至正二十四年至二十六年
- 前編卷4 丁未(1367)一年　元順帝至正二十七年

- 卷01 戊申(1368)一年　太祖洪武元年
- 卷02 己酉(1369)一年　太祖洪武二年
- 卷03 庚戌(1370)一年　太祖洪武三年
- 卷04 辛亥(1371)至壬子(1372)二年　太祖洪武四年至五年
- 卷05 癸丑(1373)至乙卯(1375)二年　太祖洪武六年至八年
- 卷06 丙辰(1376)至己未(1379)四年　太祖洪武九年至十二年
- 卷07 庚申(1380)至壬戌(1382)三年　太祖洪武十三年至十五年
- 卷08 癸亥(1383)至乙丑(1385)三年　太祖洪武十六年至十八年
- 卷09 丙寅(1386)至己巳(1389)四年　太祖洪武十九年至二十二年
- 卷10 庚午(1390)至甲戌(1394)五年　太祖洪武二十三年至二十七年
- 卷11 乙亥(1395)至戊寅(1398)四年　太祖洪武二十八年至三十一年
- 卷12 己卯(1399)至辛巳(1401)三年　惠帝建文元年至三年
- 卷13 壬午(1402)一年　惠帝建文四年
- 卷14 癸未(1403)至乙酉(1405)三年　成祖永樂元年至三年
- 卷15 丙戌(1406)至庚寅(1410)五年　成祖永樂四年至八年
- 卷16 辛卯(1411)至丁酉(1417)七年　成祖永樂九年至十五年
- 卷17 戊戌(1418)至癸卯(1423)六年　成祖永樂十六年至二十一年
- 卷18 甲辰(1424)至乙巳(1425)二年　成祖永樂二十二年　仁宗洪熙元年
- 卷19 丙午(1426)至丁未(1427)二年　宣宗宣德元年至二年
- 卷20 戊申(1428)至庚戌(1430)三年　宣宗宣德三年至五年
- 卷21 辛亥(1431)至乙卯(1435)五年　宣宗宣德六年至十年
- 卷22 丙辰(1436)至庚申(1440)五年　英宗正統元年至五年
- 卷23 辛酉(1441)至丁卯(1447)七年　英宗正統六年至十二年
- 卷24 戊辰(1448)至己巳(1449)二年　英宗正統十三年至十四年
- 卷25 庚午(1450)至辛未(1451)二年　景帝景泰元年至二年
- 卷26 壬申(1452)至甲戌(1454)三年　景帝景泰三年至五年
- 卷27 乙亥(1455)至丁丑(1457)三年　景帝景泰六年至七年　英宗天順元年
- 卷28 戊寅(1458)至辛巳(1461)四年　英宗天順二年至五年
- 卷29 乙亥(1462)至甲申(1464)三年　英宗天順六年至八年
- 卷30 壬午(1465)至丁亥(1467)三年　憲宗成化元年至三年
- 卷31 戊子(1468)至庚寅(1470)三年　憲宗成化四年至六年
- 卷32 辛卯(1471)至甲午(1474)四年　憲宗成化七年至十年
- 卷33 乙未(1475)至戊戌(1478)四年　憲宗成化十一年至十四年
- 卷34 己亥(1479)至癸卯(1483)五年　憲宗成化十五年至十九年
- 卷35 甲辰(1484)至丁未(1487)四年　憲宗成化二十年至二十三年
- 卷36 戊申(1488)至庚戌(1490)三年　孝宗弘治元年至三年
- 卷37 辛亥(1491)至甲寅(1494)四年　孝宗弘治四年至七年
- 卷38 乙卯(1495)至戊午(1498)四年　孝宗弘治八年至十一年
- 卷39 己未(1499)至壬戌(1502)四年　孝宗弘治十二年至十五年
- 卷40 癸亥(1503)至乙丑(1505)三年　孝宗弘治十六年至十八年
- 卷41 丙寅(1506)一年　武宗正德元年
- 卷42 丁卯(1507)至戊辰(1508)二年　武宗正德二年至三年
- 卷43 己巳(1509)至庚午(1510)二年　武宗正德四年至五年
- 卷44 辛未(1511)至壬申(1512)二年　武宗正德六年至七年
- 卷45 癸酉(1513)至甲戌(1514)二年　武宗正德八年至九年
- 卷46 乙亥(1515)至丙子(1516)二年　武宗正德十年至十一年
- 卷47 丁丑(1517)至戊寅(1518)二年　武宗正德十二年至十三年
- 卷48 己卯(1519)一年　武宗正德十四年
- 卷49 庚辰(1520)至辛巳(1521)二年　武宗正德十五年至十六年
- 卷50 壬午(1522)至癸未(1523)二年　世宗嘉靖元年至二年
- 卷51 甲申(1524)一年　世宗嘉靖三年
- 卷52 乙酉(1525)至丙戌(1526)二年　世宗嘉靖四年至五年
- 卷53 丁亥(1527)一年　世宗嘉靖六年
- 卷54 戊子(1528)至己丑(1529)二年　世宗嘉靖七年至八年
- 卷55 庚寅(1530)至壬辰(1532)三年　世宗嘉靖九年至十一年
- 卷56 癸巳(1533)至丙申(1536)四年　世宗嘉靖十二年至十五年
- 卷57 丁酉(1537)至辛丑(1541)五年　世宗嘉靖十六年至二十年
- 卷58 壬寅(1542)至丙午(1546)五年　世宗嘉靖二十一年至二十五年
- 卷59 丁未(1547)至庚戌(1550)四年　世宗嘉靖二十六年至二十九年
- 卷60 辛亥(1551)至甲寅(1554)四年　世宗嘉靖三十年至三十三年
- 卷61 乙卯(1555)至戊午(1558)四年　世宗嘉靖三十四年至三十七年
- 卷62 己未(1559)至壬戌(1562)四年　世宗嘉靖三十八年至四十一年
- 卷63 癸亥(1563)至丙寅(1566)四年　世宗嘉靖四十二年至四十五年
- 卷64 丁卯(1567)至己巳(1569)三年　穆宗隆慶元年至三年
- 卷65 庚午(1570)至壬申(1572)三年　穆宗隆慶四年至六年
- 卷66 癸酉(1573)至丁丑(1577)五年　神宗萬曆元年至五年
- 卷67 戊寅(1578)至壬午(1582)五年　神宗萬曆六年至十年
- 卷68 癸未(1583)至戊子(1588)六年　神宗萬曆十一年至十六年
- 卷69 己丑(1589)至壬辰(1592)四年　神宗萬曆十七年至二十年
- 卷70 癸巳(1593)至乙未(1595)三年　神宗萬曆二十一年至二十三年
- 卷71 丙申(1596)至戊戌(1598)三年　神宗萬曆二十四年至二十六年
- 卷72 己亥(1599)至壬寅(1602)四年　神宗萬曆二十七年至三十年
- 卷73 癸卯(1603)至丁未(1607)五年　神宗萬曆三十一年至三十五年
- 卷74 戊申(1608)至癸丑(1613)六年　神宗萬曆三十六年至四十一年
- 卷75 甲寅(1614)至戊午(1618)五年　神宗萬曆四十二年至四十六年
- 卷76 己未(1619)至庚申(1620)二年　神宗萬曆四十七年至四十八年　光宗泰昌元年
- 卷77 辛酉(1621)一年　熹宗天啟元年
- 卷78 壬戌(1622)至癸亥(1623)二年　熹宗天啟二年至三年
- 卷79 甲子(1624)至乙丑(1625)二年　熹宗天啟四年至五年
- 卷80 丙寅(1626)至丁卯(1627)二年　熹宗天啟六年至七年
- 卷81 戊辰(1628)至己巳(1629)二年　莊烈帝崇禎元年至二年
- 卷82 庚午(1630)至辛未(1631)二年　莊烈帝崇禎三年至四年
- 卷83 壬申(1632)至癸酉(1633)二年　莊烈帝崇禎五年至六年
- 卷84 甲戌(1634)至乙亥(1635)二　莊烈帝崇禎七年至八年
- 卷85 丙子(1636)至丁丑(1637)二年　莊烈帝崇禎九年至十年
- 卷86 戊寅(1638)至己卯(1639)二年　莊烈帝崇禎十一年至十二年
- 卷87 庚辰(1640)至辛巳(1641)二年　莊烈帝崇禎十三年至十四年
- 卷88 壬午(1642)一年　莊烈帝崇禎十五年
- 卷89 癸未(1643)一年　莊烈帝崇禎十六年
- 卷90 甲申(1644)正月至四月　莊烈帝崇禎十七年

- 附編卷1上 甲申(1644)五月至七月　清世祖順治元年
- 附編卷1下 甲申(1644)八月至十二月　清世祖順治元年
- 附編卷2上 乙酉(1645)正月至五月　清世祖順治二年
- 附編卷2下 乙酉(1645)六月至十二月　清世祖順治二年
- 附編卷3 丙戌(1646)一年　清世祖順治三年
- 附編卷4 丁亥(1647)至戊子(1648)二年　清世祖順治四年至五年
- 附編卷5 己丑(1649)至辛卯(1651)三年　清世祖順治六年至八年
- 附編卷6 壬辰(1652)至甲辰(1664)十三年　清世祖順治九年至康熙三年